# Willy Lang (Zeichner)
Wilhelm „Willy“ Lang (* 3. November 1892 in Niederpolitz (Ortsteil von Sandau), Königreich Böhmen; † 13. Oktober 1972 in Köln) war ein sudetendeutscher Zeichner und Grafiker, Lehrer und Erzähler.

## Leben und Wirken
Nach dem Schulbesuch ging er an die Lehrerbildungsanstalt in Leitmeritz. Nach Ausbruch des Ersten Weltkrieges wurde er einberufen. Nach Kriegsende arbeitete er als Lehrer in Böhmisch-Leipa in der Tschechoslowakei. 1945 wurde er vertrieben und ließ sich zuerst in Zwickau, dann in Nieukerk nieder und zog später nach Köln, wo er bis zu seinem Tod im Ruhestand lebte. 
Neben seinem Lehrerberuf war er als Zeichner und Grafikler tätig und hatte sich auf Radierungen spezialisiert. Ferner betätigte er sich auch schriftstellerisch. Er nahm mit seinen Werken an verschiedenen Ausstellungen teil.
Lang starb in seiner Wohnung in Köln-Holweide. Er war seit 1919 mit Anna geb. Bartsch verheiratet. Sein Sohn Helmut Lang trat als Grafiker in die Fußstapfen seines Vaters.

## Werke (Auswahl)
- An der Elbe bei Tischlowitz (1932, Zeichnung[2])[3]
- Beim Hufschmied (1936, Federzeichnung)[4]
- Kirchenfest (vor 1947, Federzeichnung)[5]

## Ausstellungen (unvollständig)
- 1947: Zwickau, Städtisches Museum („5 Zwickauer Maler und Graphiker stellen aus“; mit Helmut Lang, Käte Richter-Lohse, Karl-Heinz Schuster und Alfred Tröger)[6]
- 1948: Chemnitz, Schlossberg-Museum, und Glauchau, Stadt- und Heimatmuseum Glauchau („Mittelsächsische Kunstausstellung“)[2]
- 1949: Glauchau, Stadt- und Heimatmuseum („Frühjahrs-Kunstausstellung 1949“ des Zwickauer Künstlerkreises)
- postum 1992: Köln, Diözesan- und Dombibliothek/Maternushaus: („Willy Lang. Ein Zeichner aus Böhmen“)